# Max Veloso
Max Veloso (Aboim da Nóbrega, 27 marzo 1992) è un calciatore portoghese naturalizzato svizzero, centrocampista svincolato.

## Carriera

### Club
Fa il suo esordio nella massima serie svizzera con la maglia del Neuchâtel Xamax durante la stagione 2011-2012.

### Nazionale
Gioca la sua prima partita con la Svizzera Under-21 a Setúbal il 14 agosto 2013 in occasione della partita amichevole contro il Portogallo Under-21 sostituendo Oliver Buff durante il secondo tempo (partita persa per 5-2).

## Palmarès

### Club

#### Competizioni nazionali
- Challenge League: 1

Neuchâtel Xamax: 2017-2018